# Karl Stromberg
Karl Stromberg är en skurk i Bond-filmen Älskade spion (originaltitel The Spy Who Loved Me) från 1977. Egentligen var det tänkt att James Bonds ärkefiende, Ernst Stavro Blofeld skulle återvända efter två filmers frånvaro. På grund av bråk angående rättigheterna till Blofeld försvann han och S.P.E.C.T.R.E. ur manuset och ersattes av Stromberg.

## Bakgrund
Stromberg är en stenrik skeppsredare. Han har en äldre mans utseende och simhud mellan fingrarna. Han är djupt fascinerad av havet och har onda planer för mänskligheten. Han vill provocera fram ett kärnvapenkrig och de överlevande ska sedan bo i ett undervattensrike skapat av Stromberg. Hans högkvarter är den jättelika havsanläggningen Atlantis. Som andra Bondskurkar är han helt hänsynslös och tvekar aldrig på att låta avrätta personer han misstänker för illojalitet eller som han helt enkelt inte har någon nytta av. Till sin hjälp har han bl.a. den jättelike och urstarke hantlangaren Hajen som har ståltänder. James Bond som misstänker att Stromberg är inblandad i det mystiska försvinnandet av en brittisk och en rysk atomubåt och möter Stromberg en första gång på Atlantis och utger sig för att vara marinbiolog. Stromberg har emellertid genomskådat honom och ge order till Hajen att döda Bond när han har återvänt till land.
Agent 007 och hans ryska medhjälpare, Anya Amasova, (agent trippel X) lyckas efterhand ta reda på vilka planer Stromberg egentligen har. Ombord på hans jättelika ombyggda oljetanker Liparus lyckas Bond i sista stund hindra att två kärnvapenbestyckade raketer träffar New York och Moskva, vilket hade utlöst tredje världskriget. Stromberg har under tiden flytt till Atlantis med Trippel-X som fånge. Bond följer efter både för att döda Stromberg och rädda Anya. Stromberg gör ett misslyckat försök att slänga ner Bond i sin bassäng med en vithaj varpå Bond dödar honom med ett antal pistolskott.
Manusförfattarnas och producenten Albert Broccolis val att återigen satsa på en superskurk (föregående filmen Mannen med den gyllene pistolen var ett halvt misslyckande) som hotade hela världen visade sig vara lyckosamt. Älskade spion var den mest framgångsrika Bondfilmen sedan Åskbollen 1965 och säkrade definitivt Bondseriens framtid. Angående Stromberg som ersättare för Blofeld menar en del Bondfans att han när det gäller personlighet och klädsel i princip en kopia av Blofeld, med undantaget av att katten saknades.
Karl Stromberg spelas av Curd Jürgens.

## Övrigt
I Christopher Woods novellversion av filmen Älskade spion är Stromberg svensk och heter Sigmund i förnamn.